# Oryzias bonneorum
Oryzias bonneorum es una especie de pez de la familia Cyprinidae en el orden de los Cypriniformes.

## Hábitat
Es un pez de agua dulce y de clima tropical.

## Distribución geográfica
Se encuentran en Célebes Central.